# Бинкерт, Герберт
Герберт Бинкерт (нем. Herbert Binkert; 3 сентября 1923, Карлсруэ, Республика Баден, Веймарская республика — 4 января 2020) — немецкий футболист и футбольный тренер. Выступал за сборную Саара.

## Клубная карьера
Выступал за «Фёникс» (Карлсруэ), «Штутгарт» и «Саарбрюккен».

## Карьера в сборной
Дебютировал за сборную Саара 27 мая 1951 года в товарищеском матче со второй сборной Австрии (3:2), в котором отметился забитым голом на 15-й минуте. В 1953 и 1954 годах сыграл за сборную в двух матчах отборочного турнира чемпионата мира 1954 и забил один из голов в победном матча с Норвегией (3:2). 6 июня 1956 года в качестве капитана команды вышел на товарищеский матч со сборной Нидерландов, который стал последним в истории сборной Саара.
Всего провёл за сборную 12 матчей и забил 6 голов. Является лучшим бомбардиром сборной наравне с Гербертом Мартином.